# Judith Vittet
Judith Vittet és una dissenyadora, il·lustradora i antiga actriu francesa nascuda el desembre del 1984.
Nascuda el 1984, Judith Vittet va ser descoberta de molt jove a la sortida d'escola per una directora de càsting. Va interpretar, a 9 anys, la Miette a La ciutat dels nens perduts, de Jean-Pierre Jeunet i Marc Caro, juntament amb els actors Ron Perlman, Dominique Pinon, Daniel Emilfork i Jean-Claude Dreyfus.
Després de quatre pel·lícules i d'haver obtingut el batxillerat el 2002, va deixar la carrera per fer estudis cinematogràfics a Paris VIII. Un cop llicenciada, va crear "Judethik", marca de disseny per a infants, i s'integre a l'agència Arterre d'ecodisseny. Il·lustradora, dissenyadora, escultora tèxtil, Judith Vittet és una artista polifacètica.
Judith té una filla, Romane, nascuda el desembre del 2015.

## Filmografia
- 1994: Personne ne m'aime, de Marion Vernoux: Lili
- 1995: La Cité des enfants perdus, de Marc Caro i Jean-Pierre Jeunet: Miette
- 1995: Nelly et Monsieur Arnaud, de Claude Sautet: Bénédicte
- 1997: K, d'Alexandre Arcady: filla de la família Stein